# Mallory Wanecque
Mallory Wanecque (Valenciennes, 26 luglio 2006) è un'attrice francese.

## Biografia
Nata nel 2006 a Valenciennes, frequentava l'istituto superiore "Jules Ferry" di Anzin quando un giorno, andata a prendere sua sorella minore all'uscita da scuola, ha attirato l'attenzione della direttrice del casting del film I peggiori di tutti (2022), che stava distribuendo volantini per dei ruoli per attori bambini. Presentatasi ai provini come consigliatole, ha finito per ottenere la parte di una dei protagonisti del film: per il suo esordio è stata candidata al premio César per la migliore promessa femminile e, all'età di 16 anni, ha deciso di abbandonare gli studi per dedicarsi a tempo pieno alla carriera d'attrice.

## Filmografia
- I peggiori di tutti (Les Pires), regia di Lise Akoka e Romane Guéret (2022)
- Comme un prince, regia di Ali Marhyar (2023)
- Silenzio! (Pas de vagues), regia di Teddy Lussi-Modeste (2024)
- L'amore che non muore (L'Amour ouf), regia di Gilles Lellouche (2024)

## Riconoscimenti
- Premio César
  - 2023 – Candidatura alla migliore promessa femminile per I peggiori di tutti
  - 2025 – Candidatura alla migliore promessa femminile per L'amore che non muore
- Festa del Cinema di Roma
  - 2022 – Migliore giovane interprete internazionale per I peggiori di tutti